# Lauren Bittner
Lauren Bittner (* 22. Juli 1980 in New York City) ist eine US-amerikanische Schauspielerin.

## Leben
Bittner wurde im Juli 1980 im US-Bundesstaat New York geboren. Seit 2013 übernimmt sie in der Dramaserie Hart of Dixie die wiederkehrende Nebenrolle der Vivian Wilkes. 2009 stand Bittner neben Anne Hathaway und Kate Hudson in Bride Wars – Beste Feindinnen als Amie vor der Kamera.

## Filmografie (Auswahl)
- 2009: Bride Wars – Beste Feindinnen (Bride Wars)
- 2009: Der große Traum vom Erfolg (The Mighty Macs)
- 2011: Paranormal Activity 3
- 2012: Blue Bloods – Crime Scene New York
- 2012: The Secret Lives of Wives
- seit 2013: Hart of Dixie (Fernsehserie)